# ویلیام جی. استوارت
ویلیام جی. استوارت (انگلیسی: William G. Stewart؛ زادهٔ ۱۵ ژوئیهٔ ۱۹۳۵) کارگردان و تهیه‌کننده فیلم تلویزیونی اهل بریتانیا است.
از فیلم‌ها یا مجموعه‌های تلویزیونی که وی در آن‌ها نقش داشته است، می‌توان به خانه پر برکت اشاره نمود.